# Charles Ledroit
Pour les articles homonymes, voir Ledroit.
Charles François Ledroit, né à Château-Gontier (Mayenne) le 3 juin 1818 et mort à Saint-Maurice (Val-de-Marne) le 30 août 1882, est une personnalité de la Commune de Paris.

## Biographie
Fils de tisserand, il est cordonnier puis photographe. Il est poursuivi pour fait de grève à Marseille en 1845, puis pour ses opinions politiques en 1852. Il adhère à l'Association internationale des travailleurs.
Il est élu au Conseil de la Commune par le Ve arrondissement, il siège à la commission de la Justice, puis à celle des Relations extérieures et à celle de la Guerre. Il vote pour la création du Comité de Salut public. Après la Semaine sanglante, il se réfugie en Suisse. Il est condamné à mort par contumace par le conseil de guerre. Il milite dans la Fédération jurassienne de tendance bakouniniste.

### Notices biographiques
- Jules Clère, Les hommes de la Commune : Biographie complète de tous ses membres, Paris, Libraire-éditeur É. Dentu, 1871, xiv-195, 1 vol. in-18 (OCLC 457798492, lire en ligne sur Gallica), p. 103-104
  - Jules Clère, Les hommes de la Commune : Biographie complète de tous ses membres, Paris, Libraire-éditeur É. Dentu, 1871, 4e éd. (1re éd. 1871), vi-215, 1 vol. in-18 (lire en ligne sur Gallica), p. 116-119
- Paul Delion, Les membres de la Commune et du Comité central, Paris, A. Lemerre éditeur, août 1871, 446 p. (lire en ligne sur Gallica), p. 122-124
- Bernard Noël, Dictionnaire de la Commune, Coaraze, L'Amourier éditions, coll. « Bio », avril 2021 (1re éd. 1971), 799 p. (ISBN 978-2-36418-060-4, ISSN 2259-6976, présentation en ligne), p. 484
- Jean Maitron, Dictionnaire biographique du mouvement ouvrier français, t. VII, 1970
  - « Notice Ledroit Charles, François », sur maitron.fr, Le Maitron, dictionnaire bibliographique du mouvement ouvrier et du mouvement social, Association Les Amis du Maitron (consulté le 9 août 2021)